# Guglielmo de' Rossi
Guglielmo de' Rossi (Parma, 1252 circa – Padova, 1339) è stato un militare italiano e podestà di Modena, Lucca, Milano.

## Biografia
Figlio di Giacomo e nipote di Bernardo che combatté contro Federico II di Svevia, fu canonico del Capitolo della cattedrale di Parma. È ricordato già nel 1281 come podestà di Modena, mentre nel 1282, in occasione del suo matrimonio con Donella di Pietro da Carrara, fu elevato al rango di cavaliere da Niccolò Fieschi, fratello di Sinibaldo, Papa Innocenzo IV.
È ricordato come podestà di Milano nel 1284 e di Lucca nel 1291 e nel 1293. Tornato a Parma, si manifestò sempre di parte guelfa, nel 1293 si oppose con successo al tentativo dei Sanvitale di introdurre a Parma gli Estensi, che di recente si erano impadroniti di Modena e Reggio, il conflitto intestino terminò con la cacciata da Parma dei Sanvitale.
La supremazia cittadina durò poco, Giberto III da Correggio infatti, di estrazione ghibellina riuscì a portare dalla sua parte numerose famiglie nobili e a prendere il potere a Parma nel 1303. Guglielmo tuttavia non accettò la signoria di Giberto e fu bandito dalla città emiliana.
Nel 1305 Giberto cercò di sconfiggere Guglielmo, che nel frattempo sia era ritirato nei suoi castelli di provincia, senza riuscirci, ma neppure Guglielmo era in grado di sferrare un attacco deciso su Parma senza che qualche evento favorevole non lo aiutasse. Nel 1308 tuttavia, una sommossa cittadina spinse Guglielmo ad agire: entrando in città il Rossi sconfisse e mise in fuga i ghibellini di Giberto. Dopo una breve tregua sancita grazie alla mediazione dell'abate dell'Abbazia di San Giovanni Evangelista, la battaglia fra le opposte frazioni divampò nuovamente costringendo i guelfi capitanati dai Rossi e dai Lupi ad una fuga dalla città e alla successiva sconfitta subita a Torrechiara.
Rientrato in città dopo che Enrico VII consacrò Giberto come vicario imperiale a Parma, Guglielmo fu espulso per una terza volta da lì a poco. Tuttavia la opportunistica conversione al partito guelfo di Giberto, avvenuta senza riammettere i fuoriusciti guelfi in Parma, diede la possibilità a Guglielmo di rifarsi: coagulando intorno a sé i ghibellini scontenti del voltafaccia di Giberto e i guelfi banditi, creò un esercito che con il beneplacito dell'imperatore espugnò Borgo San Donnino. Guglielmo avrebbe dovuto puntare su Parma ma la prematura morte dell'imperatore a Buonconvento convinse il Rossi a cercare un accordo piuttosto che un'azione di forza, per tale motivo si risolse a chiedere al re di Napoli Roberto d'Angiò, capo della lega guelfa, un accordo pacifico.
Il riavvicinamento fra i due rivali fu sancito con il ritorno a Parma di Guglielmo e con il matrimonio di sua figlia Maddalena con Giberto stesso.
Apparentemente Guglielmo non prese parte diretta alla cacciata di Giberto organizzata dal figlio Rolando nel 1316 e negli anni successivi non si hanno di lui che frammentarie notizie visto che i figli Marsilio, Pietro e Rolando avevano preso le redini della famiglia.
Nel 1326 intervenne presso il consiglio di Parma per perorare la causa guelfa mentre nel 1336 ormai anziano dovette abbandonare ancora una volta Parma a causa della cessione della città a Mastino II della Scala.
Esule a Venezia prima e Padova poi vide morire i figli Pietro e Marsilio nel 1337, terminando i suoi giorni alla corte dei da Carrara nel 1339. Fu sepolto nella basilica di Sant’Antonio a fianco dei figli Pietro e Marsilio.

## Discendenza
Dalla moglie Donella di Pietro da Carrara ebbe tredici figli, la sua progenie, attraverso Rolando, consentì ai Rossi di superare l'estinzione del ramo principale facente capo ad Ugolino:
- Pietro (1301 - 1337), condottiero e comandante delle truppe veneziane della lega antiscaligera;
- Marsiglio (1287 - 1337), condottiero;
- Rolando (circa 1287 -1345), condottiero, successore del fratello al comando delle truppe veneziane ;
- Ugolino (1300 - 1377) vescovo di Parma;
- Giacomo;
- Francesca moglie di Enrico Pallavicino;
- Simona moglie di Antonio Pallavicino;
- Maddalena moglie di Giberto III da Correggio;
- Valpurga moglie di Cristofoto Scotti di Piacenza;
- Legarda, che sposò un Lupi;
- Caterina;
- Beatrice sposa di Paolo degli Aldighieri;
- Andriuola, monaca.

Guglielmo ebbe anche quattro figli naturali:
- Annino;
- Ammuratte;
- Galvano;
- Palamede.